# Viet Minh
Việt Minh (plným názvem Việt Nam Ðộc Lập Ðồng Minh Hội) bylo osvobozenecké levicové hnutí na území Vietnamu vedené Ho Či Minem. Jeho cílem byla nezávislost vietnamského území na Francii a Japonsku a vytvoření levicové vlády.

## Druhá světová válka
Roku 1941 se drobné vietnamské odbojové organizace spojily a vytvořily Việt Minh. Do té doby bojovaly proti kolonialismu, zejména francouzskému, samostatně. Koncem války dosadili Francouzi na vietnamský trůn císaře Bảo Đạie, který prakticky plnil francouzské nároky. Krátce po svém dosazení byl obětí převratu organizovaného právě Việt Minhem.

## Indočínská válka
Việt Minh pod velením Ho Či Mina stál ve válce proti francouzské koalici. Po vítězství ve válce dosáhl Vietnam nezávislosti. Byl však rozdělen na komunistický sever (Vietnamská demokratická republika) a proamerický jih. Na severu se Việt Minh transformoval na vládu VDR (Ho Či Min) a na jihu na Národní frontu osvobození Jižního Vietnamu  (Nguyễn Hữu Thọ), partyzánskou organizaci, která se snažila o sjednocení země pod komunistickou vládou.